# David Avery
David Avery es un actor inglés.

## Biografía
David se entrenó por un año en el Central School of Speech and Drama.

## Carrera
En 2010 apareció en la película Fit donde interpretó a Marios, el hermano mayor de Lee (Lydia Toumazou).
En 2011 apareció en la película The Inbetweeners Movie donde compartió créditos con los actores Simon Bird, James Buckley, Blake Harrison y Joe Thomas.
En 2012 se unió al elenco principal de la comedia Brothers with No Game donde dio vida a Marcus Graham, un pasante de la revista de moda masculina que se convierte en editor, hasta el final de la serie en 2014.
En 2013 apareció como invitado en la popular serie británica Doctor Who donde interpretó al técnico Fabian. Ese mismo año dio vida a Kingsley Jackson el hermano mayor de la estudiante Jody Jackson, en la serie The Dumping Ground.
En 2014 apareció en la famosa serie norteamericana 24: Live Another Day donde dio vida a Donny, un joven que trabaja para el traficante de heroína Aron "Basher" Bashir (Tamer Hassan).
En 2016 apareció como invitado en la primera temporada de la serie The Night Manager donde interpretó al empresario Freddie Hamid, un criminal del Cairo que hace tratos con el criminal Richard Ropper (Hugh Laurie). Ese mismo año se anunció que aparecería en la nueva serie Borderline.

## Filmografía[3][4]

### Series de televisión
| Año             | Título                | Personaje          | Notas                               |
| --------------- | --------------------- | ------------------ | ----------------------------------- |
| 2009            | Sofia's Diary UK      | Flex               | 2 episodios                         |
| 2010            | Coming Up             | Hombre del Kebab   | episodio "Dip"                      |
| 2010            | Missing               | Pete Walsh         | episodio # 2.2                      |
| 2011            | Love Tourettes        | Adam               | episodio "Moving"                   |
| 2012            | Pini                  | Dave               | web-episodio "Gorillas in the Mist" |
| 2012 - 2014     | Brothers with No Game | Marcus Graham      | 14 episodios                        |
| 2013            | The Dumping Ground    | Kingsley Jackson   | 2 episodios                         |
| 2013            | Doctor Who            | Fabian             | episodio "The Name of the Doctor"   |
| 2014            | 24: Live Another Day  | Donny              | 2 episodios - miniserie             |
| 2015            | Spotless              | Yilmaz             | episodio "Say What You See"         |
| 2015            | Kosmos                | Theo               | 2 episodios - miniserie             |
| 2016            | The Night Manager     | Freddie Hamid      | 2 episodios                         |
| 2016            | Doctors               | Jake Ashby         | episodio "Promises, Promises"       |
| 2017 - presente | Cormoran Strike       | Nico Kolovas-Jones | -                                   |

### Películas
| Año  | Título                 | Personaje | Notas |
| ---- | ---------------------- | --------- | --- |
| 2010 | Fit                    | Marios    | junto a Duncan MacInnes, Ludvig Bonin, Sasha Frost y Lydia Toumazou                                                   |
| 2011 | The Inbetweeners Movie | Nicos     | junto a Joe Thomas, Emily Head, Lydia Rose Bewley, Laura Haddock, Tamla Kari, Theo James y Anthony Head               |
| 2013 | Starred Up             | Ashley    | junto a Ben Mendelsohn, Jack O'Connell y Rupert Friend                                                                |
| 2016 | Criminal               | Achmed    | junto a Gal Gadot, Ryan Reynolds, Alice Eve, Kevin Costner, Gary Oldman, Tommy Lee Jones, Scott Adkins y Michael Pitt |

### Teatro
| Año  | Obra                   | Personaje      | Director (a)     | Teatro          | Notas                                                                |
| ---- | ---------------------- | -------------- | ---------------- | --------------- | -------------------------------------------------------------------- |
| 2009 | Eleketra               | Electra / Coro | Ricky Dukes      | Lazarus Theatre | -                                                                    |
| -    | Lights Up              | Fred           | Steven Farah     | -               | -                                                                    |
| -    | Abuse and Consequences | Darrell        | Shereen Phillips | -               | -                                                                    |
| -    | Salome                 | 1.er Soldado   | Natalie Joseph   | -               | -                                                                    |
| 2010 | Outhouse Collective    | Fred           | ASteven Farah    | -               | -                                                                    |
| 2010 | The Bay                | Sgt. Luke Mann | Patrice Etienne  | -               | -                                                                    |
| 2012 | Polling Booth          | Suman Banerjee | Anna Jordan      | Theatre503      | -                                                                    |
| 2012 | Monologue Slam UK      | June           | Jimmy Akingbola  | -               | -                                                                    |
| 2015 | Nine                   | Al             | Amanda Castro    | Arcola Theatre  | junto a Desara Bosjna, Daniel Abelson, George Jovanovic y Kelda Holm |